# Allen County War Memorial Coliseum
Le Allen County War Memorial Coliseum est une salle omnisports située à Fort Wayne dans l'Indiana.

## Histoire
Initialement construit en 1952 pour environ 3 millions de dollars dans le Johnny Appleseed Park, le Allen County War Memorial Coliseum a été conçu à l'origine avec une capacité de 8 000 places pour le hockey sur glace et 10 240 pour le basket-ball. En 2002, une vaste rénovation a été mise en place avec l'élévation du toit de l'édifice de 12,5 mètres et l'augmentation de la capacité à 10 500 pour le hockey et les concerts puis 13 000 pour le basket-ball. Le coût de ce projet était d'environ 35 millions de dollars.

## Événements
- NBA All-Star Game 1953, 13 janvier 1953
- Finales NBA, 1955 et 1956
- Tournoi masculin de basket-ball de la The Summit League, 2000 à 2002